# ژرژ لومپ
ژرژ لومپ (فرانسوی: Georges Lumpp‎; ۱۸ سپتامبر ۱۸۷۴ – ۱ ژانویهٔ ۱۹۳۴) قایقران روئینگ اهل فرانسه بود.